# Gonzalo Villa Chávez
El Arq. Gonzalo Villa Chávez (1928-2000) nació el 7 de diciembre de 1928 en Tuxpan, Jalisco, siendo hijo de Felipe Villa Corona y de María de Jesús Chávez. Por línea paterna es tataranieto del político y hacendado mexicano Guadalupe Villa. 

## Estudios
Hizo sus estudios básicos en el municipio de San Gabriel (Jalisco), pero su familia pronto se trasladó a Guadalajara donde estudió la secundaria y la preparatoria. Realizó estudios de ingeniería y arquitectura en la Universidad de Guadalajara, además de un diplomado en estudios de los monumentos en la Universidad Nacional Autónoma de México. Mediante una beca cursó la especialización en restauración de monumentos por la Universidad de Roma y el Centro Internacional de Estudios de Conservación y Restauración de los Bienes Culturales. Estudió urbanismo e historia en la Universidad de La Habana, percepción urbana en la Universidad de Nueva York y análisis urbano en el Politécnico de Oxford. Partió a Italia en 1967, donde estudió restauración, rama de la arquitectura que más tarde se convertiría en su pasión.

## Obra
Trabajó con Paolo Portoghesi y con Piero Gazzola quien lo invitó a colaborar en algunas restauraciones de edificios en Verona y además lo nombró coordinador del grupo de restauradores de edificios religiosos en Venecia, formando parte del Instituto de Arquitectura de Venecia. Finalmente regresó a México en 1972. Colaboró con los artistas Gerardo Murillo Doctor Atl en Pihuamo y con Alejandro Rangel Hidalgo en Colima. En 1995 Gonzalo Villa Chávez fue Homenajeado por la Universidad Nacional de La Plata.
En 1983 el entonces rector de la Universidad de Colima, el licenciado Humberto Silva Ochoa, lo invitó a trabajar y fundar la Facultad de Arquitectura en la Universidad de Colima. 
Villa Chávez hizo trabajos de restauración en el Museo Regional de Guadalajara, en el Hospicio Cabañas, en el Palacio de Gobierno de Jalisco y en varias ciudades europeas. Ocupó distintos puestos en instituciones oficiales en Jalisco y Colima. Creó junto con Mauricio Flores la revista Tierra adentro.

## Muerte
Murió el 24 de agosto del año 2000. Sus restos fueron cremados y velados en la Pinacoteca de la Universidad de Colima. Actualmente reposan en la cripta de la Capilla del Carmen, una de sus intervenciones arquitectónicas. 

## Restauró diversos edificios, entre los que figuran
- Arco de los Gavi, en Verona.
- Hospicio Cabañas, en Guadalajara.
- Exhacienda de Nogueras
- Pinacoteca Universitaria Alfonso Michel, en Colima.
- Biblioteca Iberoamericana Octavio Paz
- Palacio de Cortés, en Cuernavaca.
- Salón Guadalajara

## Premios
- Premio Otorgado por el Departamento de Urbanística en Split, Yugoslavia.
- Premio Otorgado por la Superintendencia de los Monumentos de Venecia y Verona.
- Medalla de Oro “Pedro Ciprés” de la Universidad de Guadalajara en 1987.
- Premio Anual de Arquitectura del Colegio de Arquitectos del Estado de Jalisco en 1984.
- Premio Colima en Artes del gobierno del Estado de Colima y la Universidad de Colima.
- Nominación al Premio Nacional en Artes en 1991.
- Premio Jalisco en Artes en 1991.
- Homenaje Feria Internacional del Libro de Guadalajara 1995

- Datos: Q5883321